# Bad Habit (The Kooks)
Bad Habit is een nummer van de Britse band The Kooks uit 2014. Het is de derde single van hun vierde studioalbum Listen.
De 'slechte gewoonte' waarover in dit nummer gezongen wordt, is seksverslaving. Het nummer flopte in het Verenigd Koninkrijk, het thuisland van The Kooks, waar het geen enkele hitlijst wist te behalen. Enkel in Vlaanderen was de plaat een klein succesje, met een 20e positie in de Tipparade.

## Tracklijst
Muziekdownload
1. "Bad Habit" - 3:41